# Hemtans
Hemtans (finska: Henttaa) är en stadsdel i Esbo stad och hör administrativt till Stor-Mattby storområde. 
Hemtans är ett gammalt bynamn som omnämnts bland annat som Henttheby (1540), Hänte by (1583) och Haenttans (1584). En tolkning påstår att namnet kommer från det fornsvenska mansnamnet Haente, en annan tolkning påstår att namnet kommer från finskans Hänti.
Hemtans är ett naturnära bostadsområde med 460 invånare (2002) som ligger isolerat nära Esbo centralparks stora skogar; endast en väg leder till Hemtans. Man håller på att planera en helt ny stadsdel, Storåker, på åkrarna kring Hemtans, med plats för tusentals invånare och arbetsplatser. Kockby är en del av Hemtans. 

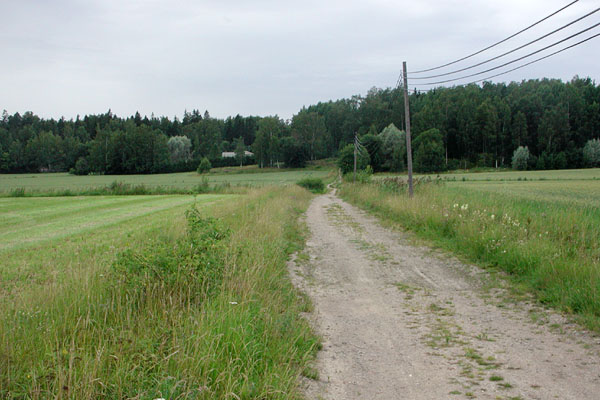
Storåker